# Skała z Bluszczem
Skała z Bluszczem – skała w środkowej części Doliny Będkowskiej na Wyżynie Krakowsko-Częstochowskiej we wsi Łazy w województwie małopolskim, w powiecie krakowskim, w gminie Jerzmanowice-Przeginia. Znajduje się na zachodnich zboczach doliny w odległości około 650 m na północny wschód od Brandysówki i około 350 m od Dupy Słonia, w lesie, mniej więcej w połowie wysokości zbocza. Ze szlaku turystycznego wiodącego dnem doliny jest niewidoczna.
Zbudowana z wapieni Skała z Bluszczem znajduje się na średnio stromym zboczu. Miejscami jest porośnięta bluszczem, i stąd jej nazwa. Ma wysokość 15–18 m, ściany z zacięciem, miejscami pionowe, miejscami połogie. Uprawiana jest na niej wspinaczka skalna.

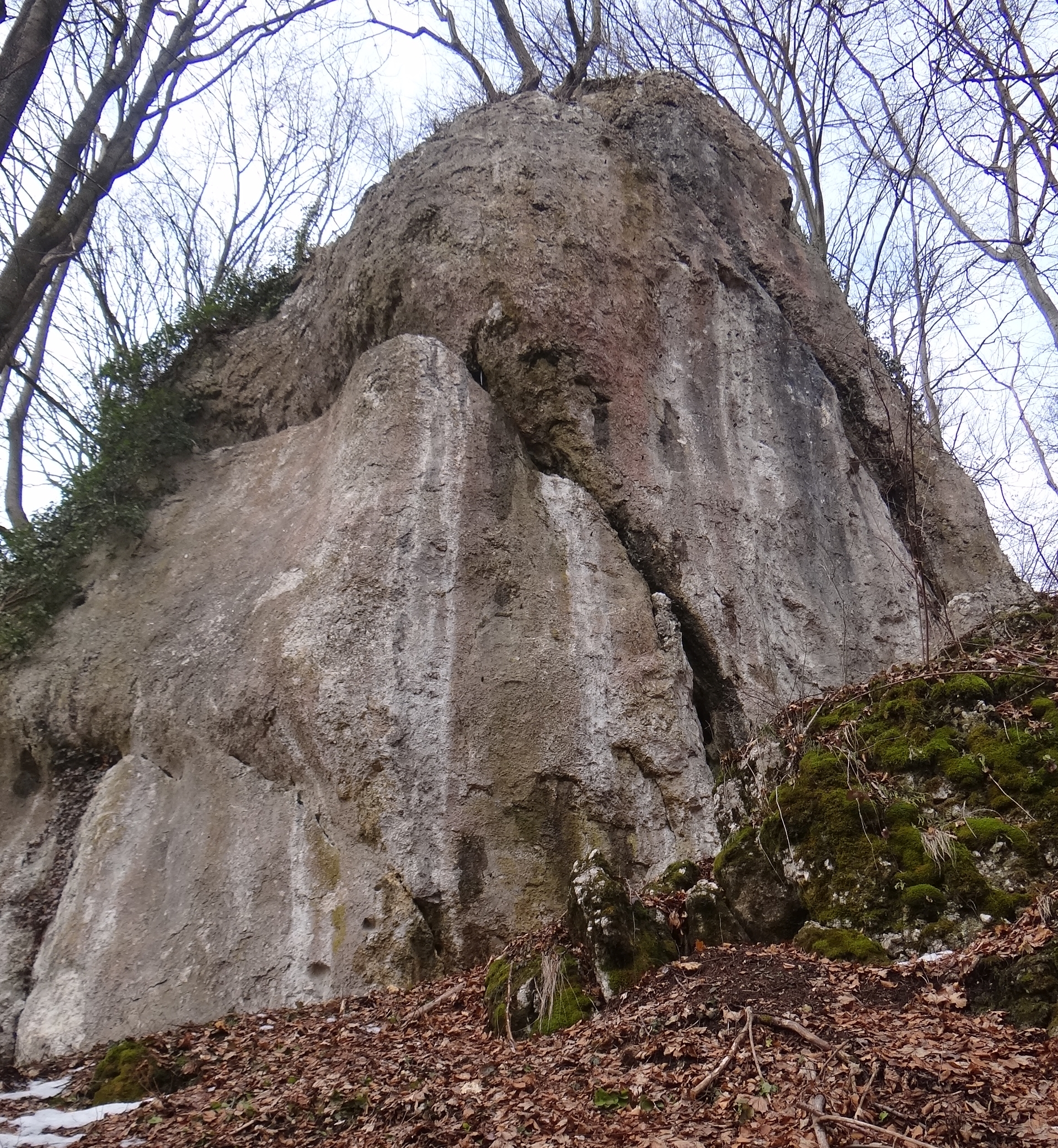
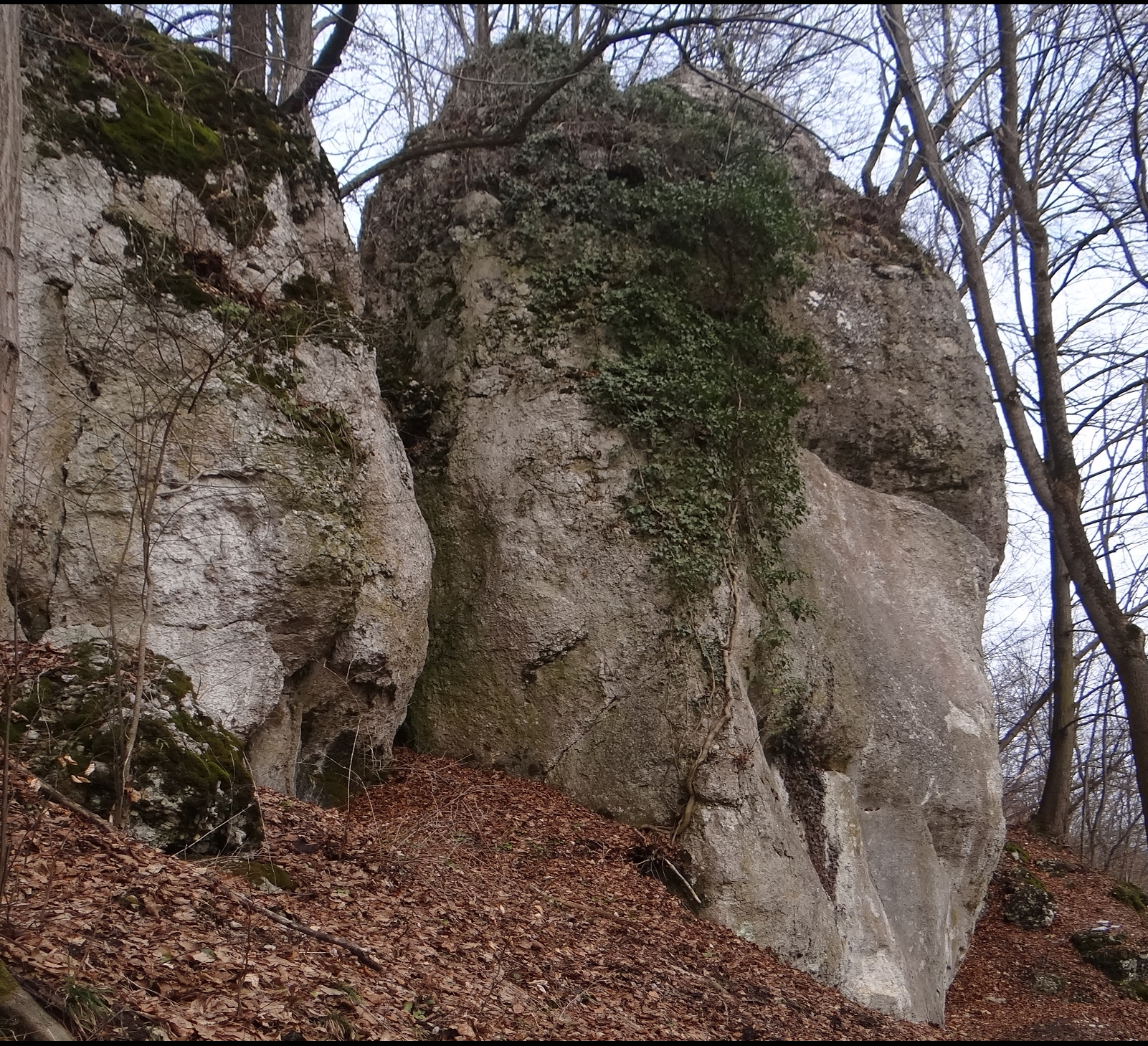
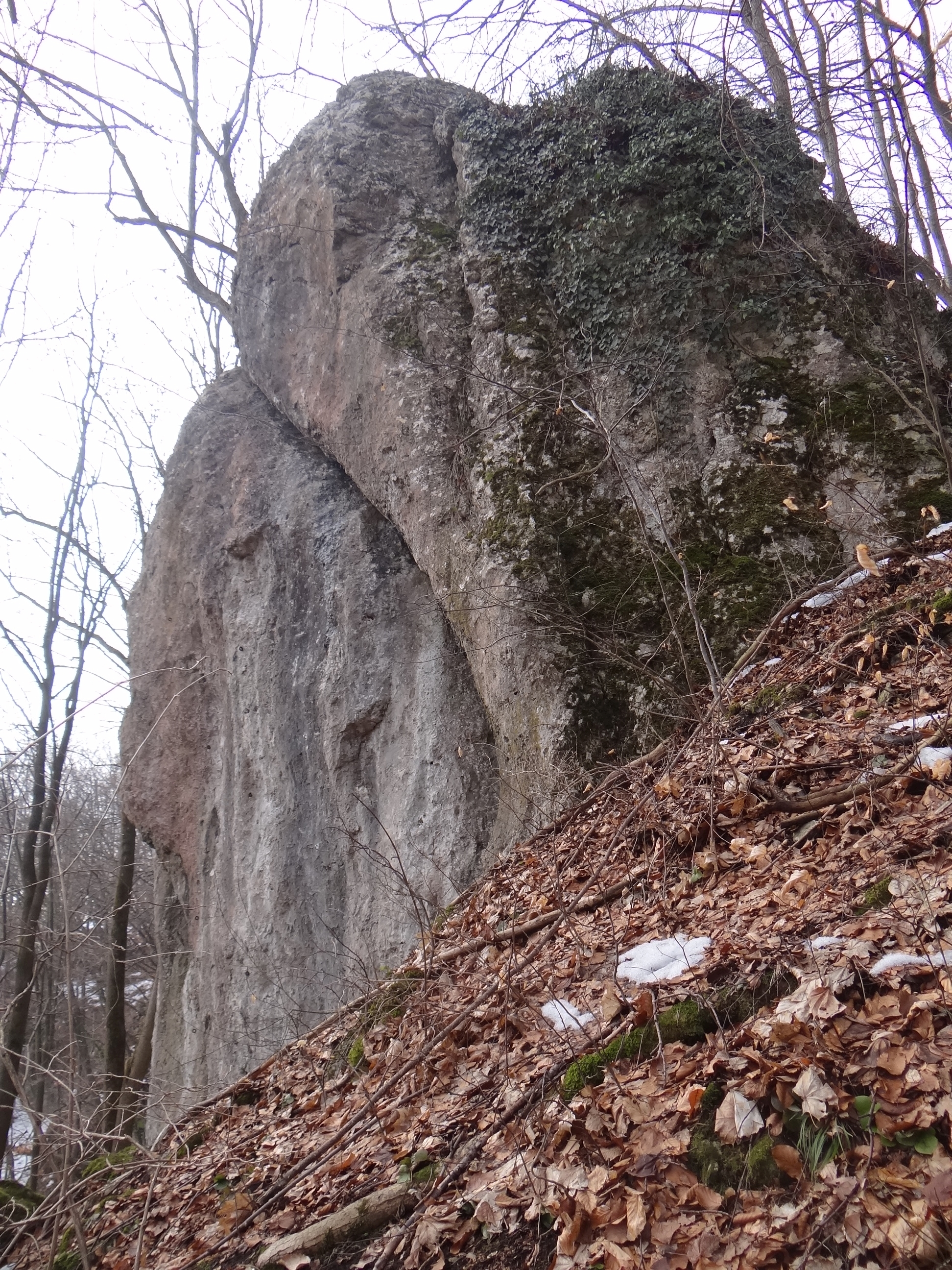
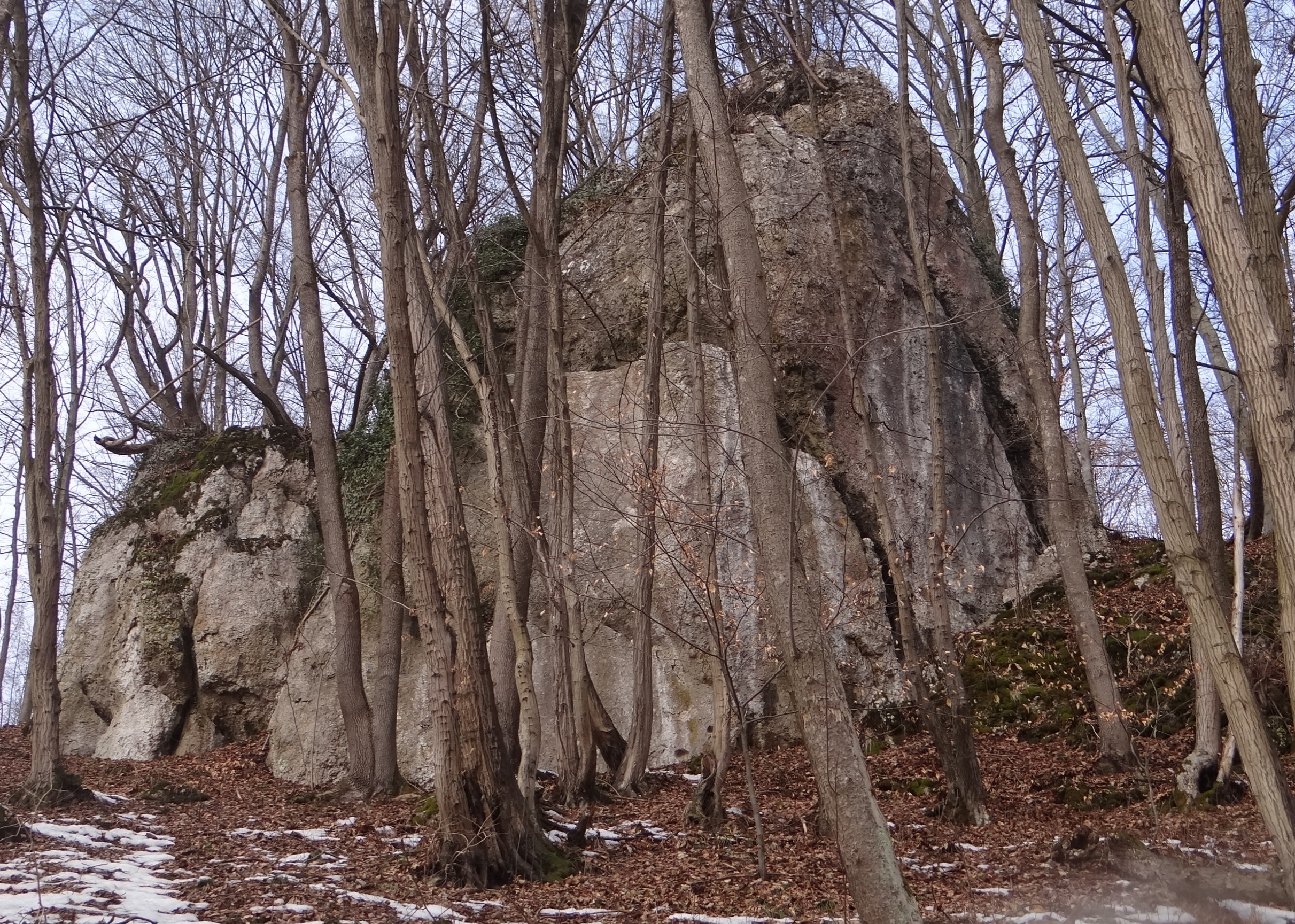
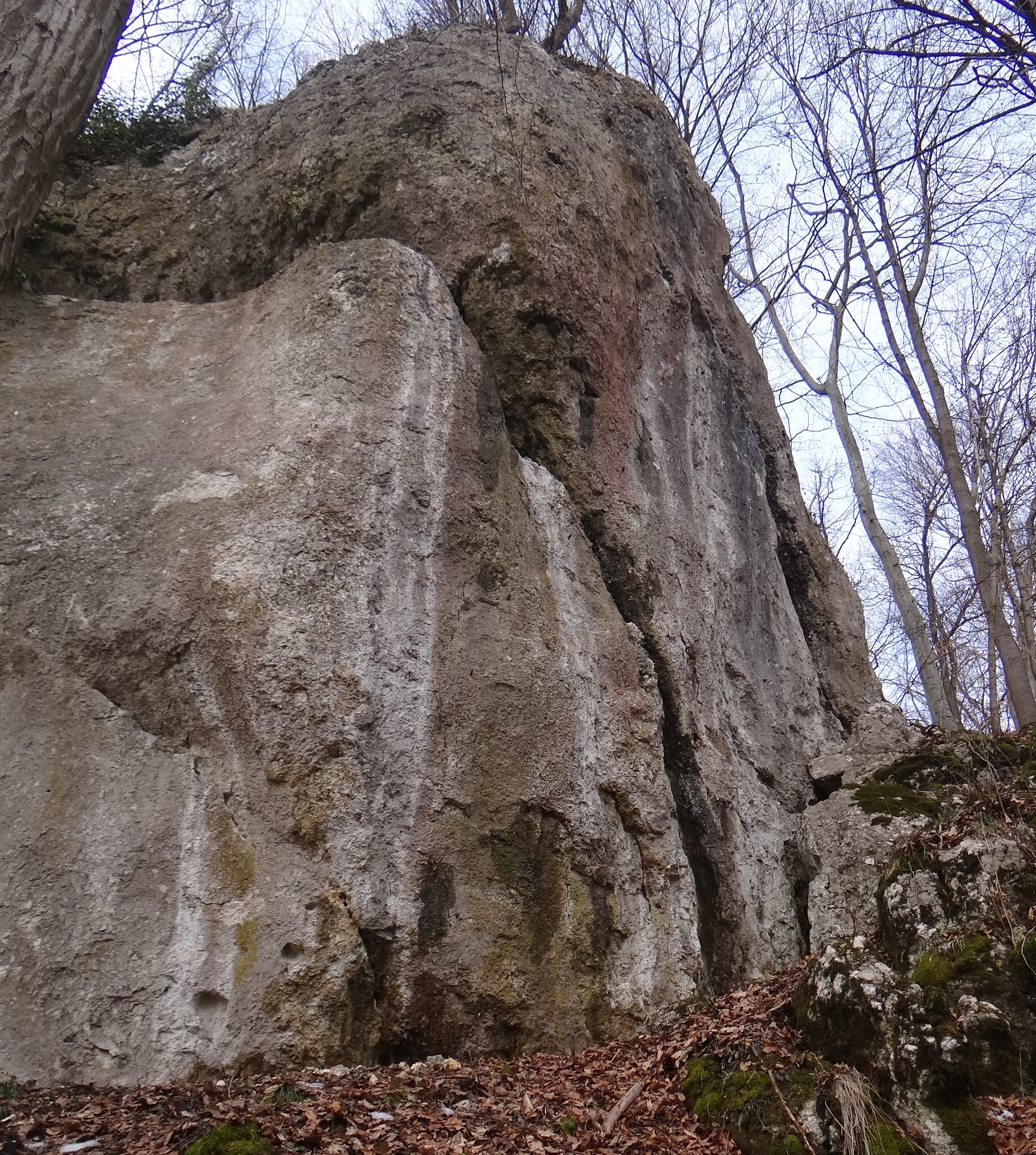

## Drogi wspinaczkowe
Na południowo-wschodniej ścianie jest 10 dróg wspinaczkowych o trudności od IV+ do VI.4 w skali Kurtyki (w tym 1 projekt). Dla wszystkich (poza projektem) zamontowano stałe punkty asekuracyjne w postaci 4 lub 5 ringów (r) i stanowisko zjazdowe (st).
1. Zdążyć przed Mikserem; 5r + st, VI.2+/3, 13 m
2. Święto kwiatów; 5r + st, VI.3, 13 m
3. Konwaliowa bombonierka; 6r + st, VI.3, 14 m
4. Projekt;
5. Ta królewska para; 6r, VI.4, 18 m
6. Bluszcz na cestu poslednú (oryginalnie); 1r, VI+ 18 m
7. Bluszcz na cestu poslednú; 2r + st, VI+, 17 m
8. Dziennikarze to bestie; 6r + st, VI.4, 18 m
9. Muzeum dzwonów i fajek; 6r + st, VI.2, 18 m
10. Mięsożerna rysa; VI.1, 18 m[2].